# Девушка без адреса
«Де́вушка без а́дреса» — советский цветной художественный фильм, поставленный на киностудии «Мосфильм» в 1957 году режиссёром Эльдаром Рязановым со Светланой Карпинской в главной роли. «Предком» фильма тематически является картина «Девушка с характером» (1939), снятая режиссёром Константином Юдиным с актрисой Валентиной Серовой.

## Сюжет
Молодой строитель Паша Гусаров знакомится в поезде с девушкой «с неуживчивым характером» — Катей Ивановой. В начале поездки их отношения не складываются, однако к концу дороги они решают не расставаться. Выйдя из вагона поезда в разные двери, они так и не встречаются на вокзале. Единственное, что Паша узнал от Кати, уезжавшей на автобусе от него, — шесть букв: «Николо…» — с которых начинается адрес места жительства её дедушки. Паша начинает искать в большой Москве девушку с самыми распространёнными именем и фамилией, несмотря на то, что, по его собственным расчётам, на поиски по всем возможным адресам, начинающимся на услышанное им «Николо…», может уйти три года.
Тем временем Катя живёт у своего деда, который работает вахтёром в райсовете. После того, как у Кати не получилось стать актрисой в театре оперетты, она становится лифтёром в собственном доме. После ссоры с дедом Катя уходит из дома, чтобы доказать, что из неё может получиться толк. За это время Катя успевает поработать во многих местах. C работы домработницей ушла после потопа в квартире, учинённого мужем хозяйки. Работала в дорожной службе, манекенщицей. На показе мод, увидев в окне Пашу, она бежит за ним прямо в показном платье, однако не догоняет его. После этого она увольняется. Подруга помогает ей устроиться к ней в «передаточную» контору курьером. Впрочем, и на этом месте она долго не задерживается. Катя доказывает начальству, что их учреждение является по сути совершенно лишним в системе народного хозяйства, после чего их контору закрывают, а сотрудников переводят работать на стройку. Катя же решает вовсе уехать из Москвы. На том самом вокзале, где она рассталась с Пашей, она с ним и встречается.

## В ролях
- Светлана Карпинская — Катя Иванова
- Николай Рыбников — Паша Гусаров, строитель
- Эраст Гарин — дедушка Кати, вахтёр в райсовете
- Юрий Белов — Митя Савельев, друг Паши
- Василий Топорков — Тимофей Тимофеевич, гардеробщик театра оперетты, приятель Катиного дедушки
- Светлана Щербак — Оля, подруга Кати
- Светлана Харитонова — Клава, крановщица
- Зоя Фёдорова — Раиса Павловна Комаринская (Кусенька), мещанка
- Сергей Филиппов — Василий Никодимыч Комаринский (Масик), начальник «передаточной» конторы, муж «Кусеньки»
- Павел Тарасов — Семён Петрович, управдом-шахматист
- Рина Зелёная — Елизавета Тимофеевна, член художественного совета Дома моды

## Съёмочная группа
- Сценарий — Леонид Ленч
- Режиссёр-постановщик — Эльдар Рязанов
- Оператор — Александр Харитонов
- Художник — Алексей Пархоменко
- Композитор — Анатолий Лепин
- Текст песен — Владимир Лифшиц

## Песни в фильме
- С малых лет (исполняет Зоя Виноградова)
- Красавица Москва (исполняет Зоя Виноградова)
- Ария графини из оперы «Мальчик-гусар» (исполняют Зоя Виноградова и Эраст Гарин)
- Куда же ты скрылась (исполняет Николай Рыбников)
- О чём я печалюсь (исполняет Николай Рыбников)
- Я девчоночка (исполняет Зоя Виноградова)
- Кукла бессердечная (исполняет Михаил Новохижин)